# La cicala e la formica (film 1908)
La cicala e la formica è un cortometraggio muto del 1908 diretto da Mario Caserini.

## Distribuzione
- Francia: luglio 1908 come "La cigale et la fourmi"
- Germania: come "Die Cigade und die Ameise"[senza fonte]